# Snydeeffekt
Snydeeffekt er et begreb, som bruges i forbindelse fremvisning af objekter og genstande som ikke eksisterer eller er kopier, dette formodentlig for at skabe en illusion om noget større eller bedre, for udøveren eller bæreren.
Begrebet kan eksempelvis anvende på  snydevinduer- og døre som er påmalet bygninger og skibe, attrap-telefoner, kopier af kostbare ure, similismykker, efterligninger  af kendte sko- og tøjmærker etc.

## Galleri
- Tæt på de to nederste vinduer som er snydevinduer på Bangsbo Hovedgård i Frederikshavn